# Diant Ramaj
Diant Ramaj (Stuttgart, 19 de septiembre de 2001) es un futbolista alemán que juega en la demarcación de portero en el 1. F. C. Heidenheim de la 1. Bundesliga.

## Trayectoria
Tras formarse como futbolista en las categorías inferiores del VfB Stuttgart, Stuttgarter Kickers y el 1. F. C. Heidenheim, finalmente subió al primer equipo del Heidenheim, aunque no llegó a debutar en ningún partido, quedándose como portero suplente. En la temporada 2021-22 se marchó traspasado al Eintracht Frankfurt. Finalmente el 16 de enero de 2022 debutó contra el F. C. Augsburgo en la Bundesliga. El encuentro finalizó con un resultado de empate a uno tras el gol de Michael Gregoritsch para el Augsburgo, y de Daichi Kamada para el Eintracht Frankfurt.
El 3 de febrero de 2025 fichó por el Borussia Dortmund por cuatro años y medio, aunque hasta final de temporada iba a jugar como cedido en el F. C. Copenhague. La siguiente también fue prestado, regresando esta vez al 1. F. C. Heidenheim.

## Estadísticas

### Clubes
Actualizado al último partido disputado el 27 de octubre de 2024.
| Eintracht Fráncfort · Alemania        | 1.ª           | 2021-22       | 1  | 1  | 0 | 0 | 0 | 0  | 1  | 1  |
| Eintracht Fráncfort · Alemania        | 1.ª           | 2022-23       | 1  | 0  | 0 | 0 | 0 | 0  | 1  | 0  |
| Eintracht Fráncfort · Alemania        | Total club    | Total club    | 2  | 1  | 0 | 0 | 0 | 0  | 2  | 1  |
| Jong Ajax · Países Bajos              | 2.ª           | 2023-24       | 2  | 1  | — | — | — | —  | 2  | 1  |
| Jong Ajax · Países Bajos              | 2.ª           | 2024-25       | 3  | 1  | — | — | — | —  | 3  | 1  |
| Jong Ajax · Países Bajos              | Total club    | Total club    | 5  | 2  | 0 | 0 | 0 | 0  | 5  | 2  |
| Ajax de Ámsterdam · Países Bajos      | 1.ª           | 2023-24       | 22 | 32 | 1 | 3 | 8 | 16 | 31 | 51 |
| Ajax de Ámsterdam · Países Bajos      | 1.ª           | 2024-25       | 1  | 0  | 0 | 0 | 0 | 0  | 1  | 0  |
| Ajax de Ámsterdam · Países Bajos      | Total club    | Total club    | 23 | 32 | 1 | 3 | 8 | 16 | 32 | 51 |
| Total carrera                         | Total carrera | Total carrera | 30 | 35 | 1 | 3 | 8 | 16 | 39 | 54 |
| (1) Hace referencia a goles encajados |               |               |    |    |   |   |   |    |    |    |

## Palmarés

### Títulos nacionales
| Título                 | Club             | País      | Año  |
| ---------------------- | ---------------- | --------- | ---- |
| Superliga de Dinamarca | F. C. Copenhague | Dinamarca | 2025 |
| Copa de Dinamarca      | F. C. Copenhague | Dinamarca | 2025 |

### Títulos internacionales
| Título                 | Club                | Sede    | Año  |
| ---------------------- | ------------------- | ------- | ---- |
| Liga Europa de la UEFA | Eintracht Fráncfort | Sevilla | 2022 |